# Edinburgh-Cape Blue Object Survey
L'Edinburgh-Cape Blue Object Survey (o EC in notazione astronomica) è un'importante indagine astronomica per scoprire oggetti stellari blu più luminosi di B~18 nell'emisfero australe, ed è un'estensione della precedente indagine Palomar-Green. Al momento del suo inizio, l'indagine completata avrebbe dovuto coprire "circa 10.000 gradi quadrati ad alte latitudini galattiche nell'emisfero australe fino a una magnitudine limitante di B ~ 18 mag". La stella EC 20058-5234, nota anche come QU Telescopii, è stata scoperta durante l'indagine. Altre stelle degne di nota osservate includono BB Doradus, e l'indagine ha generalmente contribuito al numero di stelle note con deficit di H.
Gli oggetti stellari da osservare sono stati "selezionati con tecniche automatiche da coppie U e B di piastre dal UK  Schmidt Telescope scansionate con la macchina di misurazione COSMOS", con "fotometria di follow-up e spettroscopia" ottenute con i telescopi del South African Astronomical Observatory.